# Кубок Німеччини з футболу 1966
Кубок Німеччини з футболу 1966 — 23-й розіграш кубкового футбольного турніру в Німеччині, 14 кубковий турнір на території Федеративної Республіки Німеччина після закінчення Другої світової війни. У кубку взяли участь 34 команди. Переможцем кубка Німеччини вдруге стала Баварія (Мюнхен).

## Кваліфікаційний раунд
| Команда 1                | Рахунок | Команда 2                  |
| ------------------------ | ------- | -------------------------- |
| 2 січня 1966             |         |                            |
| Боруссія (Менхенгладбах) | 5:1     | Опель-06 (Рюссельгайм) (2) |
| Баварія (Мюнхен)         | 2:0     | Боруссія (Дортмунд)        |

## Перший раунд
| Команда 1                           | Рахунок | Команда 2                            |
| ----------------------------------- | ------- | ------------------------------------ |
| 22 січня 1966                       |         |                                      |
| Боруссія (Менхенгладбах)            | 0:1 дч  | Боруссія (Нойнкірхен)                |
| Зюдвест (Людвігсгафен-на-Рейні) (2) | 0:1     | Кайзерслаутерн                       |
| Санкт-Паулі (2)                     | 4:2     | Саарбрюкен (2)                       |
| Вердер                              | 4:0     | Мюнхен 1860                          |
| Баварія (Мюнхен)                    | 1:0     | Айнтрахт (Брауншвейг)                |
| Кельн                               | 1:1 дч  | Тасманія 1900 (Західний Берлін)      |
| Ганновер 96                         | 2:4     | Гамбург                              |
| Майдерищер (Дуйсбург)               | 2:0     | Штутгарт                             |
| Айнтрахт (Франкфурт-на-Майні)       | 2:1     | Альзенборн (2)                       |
| Шальке 04                           | 3:1 дч  | Теніс Боруссія (Західний Берлін) (2) |
| Карлсруе СК                         | 3:0     | Пройсен Мюнстер (2)                  |
| Швабен-1847 (Аугсбург) (2)          | 0:1     | Нюрнберг                             |
| Фортуна (Дюссельдорф) (2)           | 1:2     | Кікерс (Оффенбах) (2)                |
| Гольштайн (Кіль) (2)                | 3:1     | Армінія (Білефельд) (2)              |
| 2 лютого 1966                       |         |                                      |
| Фрайбургер (2)                      | 4:3     | Алеманія (Аахен) (2)                 |
| Хасте-01 (Оснабрюк) (2)             | 1:2     | Конкордія (Гамбург) (2)              |
| 19 лютого 1966 (перегравання)       |         |                                      |
| Тасманія 1900 (Західний Берлін)     | 0:2     | Кельн                                |

## Другий раунд
| Команда 1             | Рахунок | Команда 2                     |
| --------------------- | ------- | ----------------------------- |
| 18 лютого 1966        |         |                               |
| Гамбург               | 4:0     | Боруссія (Нойнкірхен)         |
| 19 лютого 1966        |         |                               |
| Майдерищер (Дуйсбург) | 6:0     | Шальке 04                     |
| Нюрнберг              | 2:1     | Айнтрахт (Франкфурт-на-Майні) |
| Фрайбургер (2)        | 1:3     | Карлсруе СК                   |
| Кайзерслаутерн        | 3:0     | Гольштайн (Кіль) (2)          |
| Вердер                | 2:0     | Конкордія (Гамбург) (2)       |
| Санкт-Паулі (2)       | 3:1     | Кікерс (Оффенбах) (2)         |
| 9 березня 1966        |         |                               |
| Баварія (Мюнхен)      | 2:0     | Кельн                         |

## Чвертьфінали
| Команда 1             | Рахунок | Команда 2        |
| --------------------- | ------- | ---------------- |
| 7 квітня 1966         |         |                  |
| Гамбург               | 1:2     | Баварія (Мюнхен) |
| Майдерищер (Дуйсбург) | 1:0     | Карлсруе СК      |
| Кайзерслаутерн        | 3:1     | Вердер           |
| 8 квітня 1966         |         |                  |
| Санкт-Паулі (2)       | 0:1     | Нюрнберг         |

## Півфінали
| Команда 1             | Рахунок | Команда 2        |
| --------------------- | ------- | ---------------- |
| 18 травня 1966        |         |                  |
| Нюрнберг              | 1:2 дч  | Баварія (Мюнхен) |
| Майдерищер (Дуйсбург) | 4:3     | Кайзерслаутерн   |

## Фінал
| 4 червня 1966 16:00 (CET) |

| Майдеришер (Дуйсбург)           | 2:4      | Баварія (Мюнхен)                                       |
| ------------------------------- | -------- | ------------------------------------------------------ |
| Мільке 28' Гайдеманн 72' (пен.) | Протокол | Ольгаузер 31' Бреннінгер 56' 77' (пен.) Бекенбауер 82' |

| Вальдшта́діон, Франкфурт-на-Майні Глядачів: 60 000 Арбітр: Герхард Шуленбург |